# Osirini
Osirini (лат.) — триба пчёл из подсемейства Apinae семейства Apidae.

## Распространение
Неотропика, Неарктика, Палеарктика.

## Описание
Клептопаразитическая группа, большинство представители которой откладывают свои яйца в гнёзда пчёл трибы Tapinotaspidini. Представители Голарктического рода Epeoloides атакуют пчёл рода Macropis. Все виды этой трибы уникальны среди пчёл благодаря наличию небольшого склерита в задней нижней части головы, который, возможно, помогает как воротник защищать уязвимую шею от ужалений пчелы хозяина при вторжении в её гнездо.

## Классификация
Известно 5 родов.
- Epeoloides Giraud, 1863
  - Epeoloides coecutiens (Fabricius, 1775) — Европа
- Osirinus Roig-Alsina, 1989
- Osiris Smith, 1854
- Parepeolus Ducke, 1912
- Protosiris Roig-Alsina, 1989